# Billy Hassett
William Joseph Hassett (21 de outubro de 1921 - 15 de novembro de 1992) foi um basquetebolista norte-americano que foi campeão da Temporada da NBA de 1949-50 jogando pelo Minneapolis Lakers.